# Zellerfels

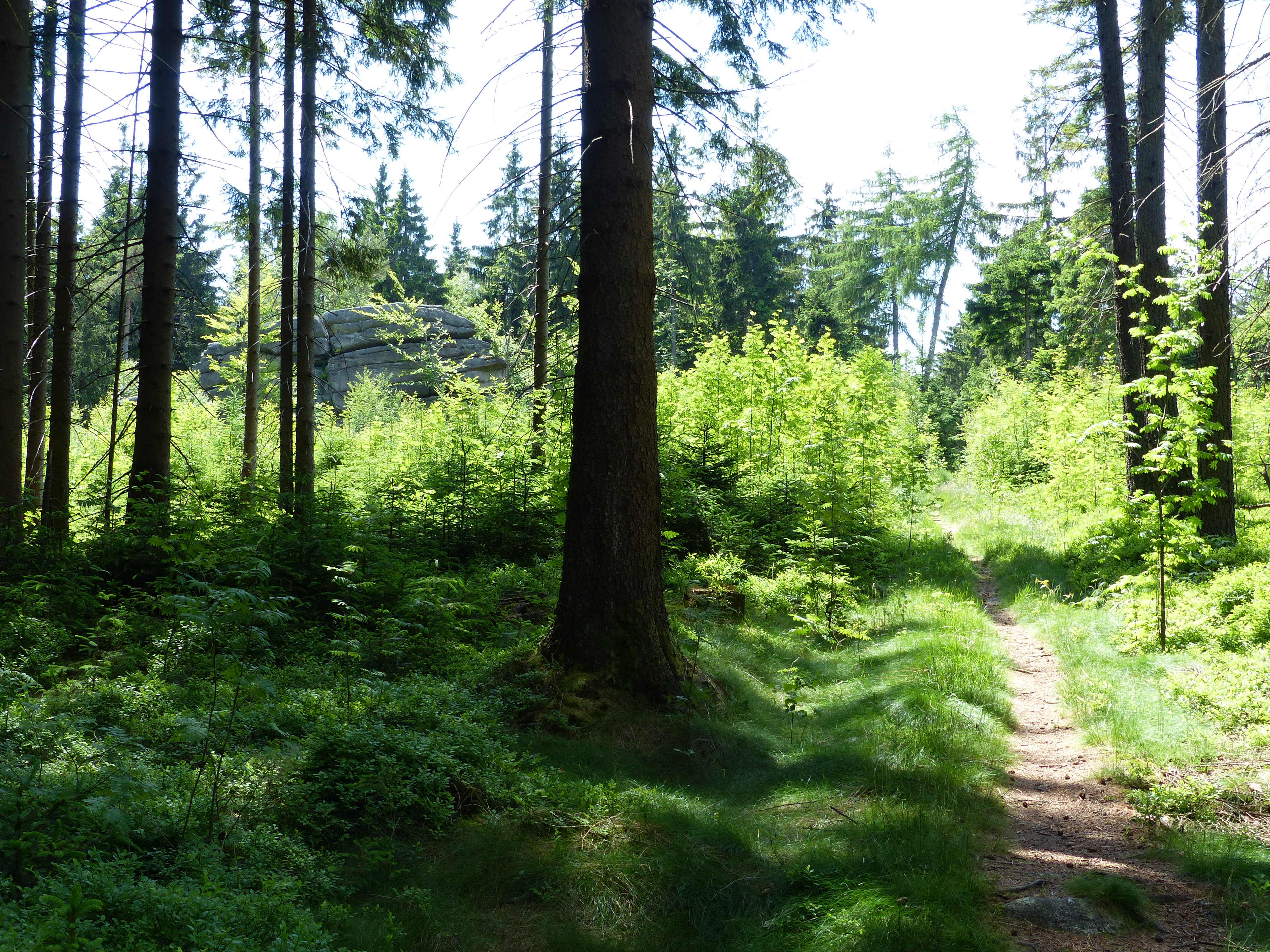
Zellerfels am Wanderweg

Der Zellerfels ist eine mächtige Granitfelsburg (Länge 35 m, Breite 10 m, Höhe 15 m) am Südwesthang des Großen Waldsteins im Fichtelgebirge (Nordbayern), 772 m ü. NN. Benannt ist das Felsenareal nach dem Ort Zell im Fichtelgebirge.

## Geschichte
Die Südseite der imposanten Felsengruppe, die mitten im Hochwald liegt, ist durch Granitgewinnung stark beschädigt worden, sie wurde als geschütztes Naturdenkmal ausgewiesen und ist ein Geotop. Der Zellerfels liegt auf der Grenze des historischen Sechsämterlandes, heute führen an ihm die Landkreisgrenzen von Wunsiedel und Hof vorbei. Westlich von ihm verläuft der im Landbuch der Sechsämter von 1499 erwähnte „Zeller Weg“, eine alte Straßenverbindung von Weißenstadt über Ruppertsgrün nach Zell und Münchberg.
Der weithin sichtbare Fels wurde für die früher dort vorbeiführende Grenze als Markierungspunkt benützt. An der Ostseite ist ein lateinisches Kreuz eingemeißelt. Die Inschriften lauten „62204“ und „515204“ mit den Buchstaben „IH“ und „JW40“. An der Westseite ist „JAB“ fast nicht zu erkennen, darunter befindet sich ein Wappenschild.
Der Zellerfels  ist vom Bayerischen Landesamt für Umwelt als bedeutendes Geotop (Geotop-Nummer: 479R006) und als Naturdenkmal ausgewiesen.

## Sehenswertes
In der näheren Umgebung östlich und westlich des Zellerfels stehen am Wanderweg die Grenzsteine mit den Buchstaben S und W (Sparneck und Weißenstadt), westlich auch der Grenzstein mit der Einmeißelung M.St.W. (Münchberger Stadtwald).